# Târnova (Arad)
Târnova é uma comuna romena localizada no distrito de Arad, na região histórica da Transilvânia. A comuna possui uma área de 207.44 km² e sua população era de 6173 habitantes segundo o censo de 2007.